# 五堵隧道
五堵隧道是位於中華民國（臺灣）新北市汐止區與基隆市七堵區交界的3座台鐵縱貫線鐵路隧道，位於五堵車站與百福車站之間，自西向東分別為第一代隧道（舊西正線）、第二代隧道（舊東正線，今五堵貨場線與西正線）、第三代隧道（目前中、東正線）。第一代及第二代隧道已列為新北市歷史建築，其中第一代隧道已廢棄，第二代及第三代隧道仍使用中。 
由於新北市汐止區基隆河左岸已闢有自行車道，但銜接至基隆市自行車道剩最後一段路尚未打通，因此新北市政府自2018年9月4日起著手在廢棄的第一代隧道內改建自行車道，已於2019年10月7日完工開放通行。

## 沿革與設計

### 興建由來
台灣第一條客貨運鐵路自基隆火車碼頭至新竹火車碼頭為止，由清代臺灣巡撫劉銘傳及其後繼者邵友濂主政闢建，1889年3月初，鐵路工程由水返腳（今新北市汐止）往北推進到五堵、六堵一帶，路線約略為今日新北市汐止區長安路、大同路、基隆市七堵區明德路路廊。在五堵北方的丘陵處（今基隆市與新北市交界、公路台5甲線保長坑橋東北岸附近），西洋工程師建議開挖山洞穿越，但施工的清代兵勇認為採截山取土、沿山腰迂迴，以路塹型態通過即可，並沒有開鑿隧道。1891年10月，台北通往基隆的這段鐵路完成:158:20。
1895年6月起日本統治台灣，由於先前台灣清治時期鐵路路線標準不佳，軌道材質、設計施工不符使用需求，日本當局臨時臺灣鐵道隊立即進行基隆臺北段鐵路改建，其中基隆與水返腳間的五堵路段，在1896年1月12日動工，包含2月12日起開挖清治時期未依西洋工程師建議的山洞1座（今公路台5甲線保長坑橋東北岸附近），設計長181.1公尺、雙軌淨空，有馬組承包工程，洞口及側壁構造採用砌石、拱部則以磚瓦疊築，開鑿期間隧道崩壞三次，以1897年11月23日下午的第三次崩塌20公尺、山上出現三百餘坪大空洞最嚴重，全部工程於11月25日停止:168-171:126，隧道棄置，沒有通車。
隧道施工期間多名有馬組工人殞命，有關單位在汐止設置「有馬組五堵工事死亡者墓」碑，並在八堵建立「竹仔嶺招魂碑」（現已不存），前者碑刻殉職者姓名，後者略為述及這座開挖失敗的五堵隧道。

### 第一代隧道
1899年起臺灣總督府鐵道部開始由臺灣南、北兩端建設縱貫線鐵路，北部基隆至新竹路段係就地改建原本的清代鐵路，甚至有許多路段改線。五堵段工程考量兩年前（1897年）崩壞未通車的舊隧道地質過於軟弱，重新復舊的工程費比新建隧道還高，於是決定改線，將鐵路往北拉到五堵南山，開挖單線淨空的第一代五堵隧道，改線的路段稱為「五堵改良線」。
第一代五堵隧道長184公尺，1899年5月23日開工，澤井組承包工程，同年12月23日完工，隔年（1900年）7月通車。隧道結構採用紅磚建構，僅洞口上方有少數石材，南洞口（台北側）上方設計為單調的女兒牆，北洞口（基隆側）則以凸字型山牆設計。隧道內路線往基隆方向下坡，坡度10‰。
1977年12月31日，縱貫線鐵路電氣化第一期工程（基隆～竹南間）完工，本隧道內增設懸臂與電車線。
第一代隧道使用了102年，於2002年5月中旬第三代隧道通車後停用，拆除鋼軌、枕木、電車線，在廢棄16年後，由新北市政府高灘地工程管理處自2018年9月4日起著手在隧道內闢建自行車道，工程經數度延宕，已於2019年10月7日完工開放通行。

### 第二代隧道（現役）
臺灣總督府鐵道部自1912年開始，分五個年度將基隆～台北間單線鐵路擴建為複線鐵路，其中第二代五堵隧道新鑿工程由鐵道部指定大倉組、鹿島組、澤井組等3家廠商競標，但澤井組於開標前私下與大倉、鹿島兩組共謀圍標，由澤井組取得標案並暗中支付利益給陪標者，故第二代隧道工程由澤井組承包，1913年度開工，長178.9公尺，施工時曾因炸藥爆破時間計算錯誤，險些影響一旁行經第一代隧道的南下列車。
第二代隧道在1915年度隨著八堵～水返腳間完成複線鐵路鋪軌後通車，由於第二代隧道位在第一代隧道東側（方位南側），依日本鐵路系統靠左行駛通則，通車後做為南下線（往台北）使用，即東正線；至於位在西側的第一代隧道，則改做上行線（往基隆）使用，即西正線。
第二代五堵隧道結構、樣式與第一代隧道相同，全部用紅磚建構，僅洞口上方有少數石材。北洞口（基隆側）上方以凸字型山牆設計；南洞口（台北側）上方則為單調平直的女兒牆，牆下方置匾額一塊，由臺灣總督府鐵道部營業課課長新元鹿之助技師題上「見可而進」四字，字體陰刻（現況部分落款遭水泥抹平）。隧道內坡度同第一代隧道，往基隆方向10‰下坡。
1977年12月31日，縱貫線鐵路電氣化第一期工程（基隆～竹南間）完工，本隧道與第一代隧道內均增設懸臂與電車線。
二代隧道使用了大約87年之後，於2002年5月第三代隧道新東正線通車後，暫時停用，在隔年（2003年）3月配合七堵至五堵貨場間第三線通車後重新啟用，初期僅供進出五堵貨場的貨物列車行駛。之後交通部鐵路改建工程局於2012年7月18日完成汐止車站至五堵貨場間第三線高架鐵路，該高架鐵路銜接位於平面的第二代隧道，並自2013年12月6日起行駛部分班次旅客列車。

#### 行車事故
1994年8月6日清晨4時12分，下行（南下）611次貨物列車行駛至第二代隧道（東正線隧道）口外，6節車廂脫軌傾斜，鋼軌、枕木、電車線電桿等斷裂，導致後續南北方向列車僅能以第一代隧道（西正線隧道）單線雙向行車，幸無人傷亡。

### 廢棄與再利用
第一代及第二代五堵隧道為台灣日治時期前期縱貫鐵路的老山洞之一，具文史、交通與建築價值，在隧道使用的末期即有鐵道迷向中華民國政府提出納入古蹟或歷史建築，經臺北縣政府文化局分別於2001年11月26日、2002年4月邀集相關單位與文資審議委員至現場會勘，並於2002年10月14日召開古蹟評鑑會議審議之後，在2003年5月1日公告為臺北縣歷史建築（公告名稱：五堵鐵路隧道）。其中第二代隧道在公告為歷史建築之前，已於2003年3月份配合七堵至五堵貨場間第三線通車後重新啟用，第一代隧道則仍維持廢棄。
2007年3月13日，中華民國（臺灣）行政院公共工程委員會希望北北基三縣市的基隆河防汛道路能連成一氣，打造河濱自行車道，與基隆市政府、臺北縣政府、臺灣鐵路管理局聯合會勘，評估利用廢棄的第一代隧道做為連接基隆市與臺北縣自行車道的可行性。
2015年，基隆市政府亦構想從基隆河防汛道路，穿越第一代五堵隧道經新北市汐止區，連結基隆河自行車道路網，通往淡水、新店。同年新北市政府已完成舊隧道景觀改善計畫與設計，將從五堵車站到舊隧道，增設照明和地面自行車道，而舊隧道則保留原貌。
2017年，新北市政府高灘地工程管理處先完成五堵車站前自行車道延伸至新長安橋與五堵貨場（汐止區長興街二段）。至於由五堵貨場經第一代隧道至基隆市七堵區的自行車道，已由新北市政府在2018年9月4日開工，2019年10月7日完工啟用，耗費新臺幣3,300萬元，而基隆市政府工務處也同時配合新北市政府，將在同年完成舊隧道至千祥橋的自行車道。

### 第三代隧道（現役）
1998年起，臺北市區地下鐵路工程處開始進行臺北鐵路地下化專案東延南港工程（即南港專案，包括「汐止七堵鐵路高架化專案」），工程內容包含汐科車站至五堵隧道間高架化、新建五堵貨場……等，其中五堵貨場選址於五堵車站東邊、保長坑溪北側、基隆河南岸與五堵隧道之間的狹長地帶，用地占用原本既有五堵隧道西側台鐵的舊東、西主正線，故台鐵路線勢必配合改線遷移，也必須搭配另建新的五堵隧道穿越五堵南山，即第三代隧道。
第三代隧道命名新五堵隧道，為雙線淨空設計，建於既有五堵隧道東側（方位南側），長約455公尺，採新奧工法施工，2002年5月中旬分階段完成切換路線通車，並停用第一代、第二代隧道（第二代隧道隔年重新啟用）。
第三代隧道通車後，隧道口西側（南下汐科車站方向）高架化軌道尚未興建，所以鐵路出隧道口後，暫時連接平面軌道（施工臨時軌），至2006年4月9日隧道口至汐科車站之間的高架軌道通車時:80，鐵路才銜接高架永久路線。

## 引用資料
1. 1 2 3 4 5 6  臺灣鐵路管理局. . 1965年5月 （中文（臺灣））.
2. 1 2 3 4 5 6  . 臺北: 臺灣總督府鐵道部. 1911年3月25日，日本國立國會圖書館數位典藏: 頁137、138  [2020年4月20日]. （原始内容存档于2020年8月6日） （日语）.
3. 1 2  . 臺北市: 臺灣總督府鐵道部. 1914年11月10日，日本國立國會圖書館數位典藏: 頁35  [2022年10月19日]. （原始内容存档于2022年10月22日） （日语）.
4. 1 2  . 臺北市: 臺灣總督府鐵道部. 1916年11月30日，日本國立國會圖書館數位典藏: 頁42  [2022年10月19日]. （原始内容存档于2022年10月19日） （日语）.
5. 1 2 3 4 5  李元龍，〈基北幹線的大改造：南港專案〉. . 高雄市. 2002年12月號 （中文（臺灣））.
6. 1 2 3 4 5 6  柯凱仁，〈七堵南港第三線全通〉. . 高雄市. 2013年9～10月號 （中文（臺灣））.
7. 1 2 3  . 文化部文化資產局國家文化資產網. （原始内容存档于2018-01-04） （中文（臺灣））.
8. 1 2 3  . 《自由時報》地方版. 2018年11月21日. （原始内容存档于2020年8月4日） （中文（臺灣））.
9. 1 2 3  . 《聯合報》地方版大台北. 2019年10月8日15:02. （原始内容存档于2019年10月8日） （中文（臺灣））.
10. ↑  張健豐. . 海峽學術. 2010年12月1日: 頁180. ISBN 978-986-6480-47-8 （中文（臺灣））.
11. ↑  吳小虹. . 台北縣: 博揚文化. 2006年4月初版一刷: 頁95、97. ISBN 957-0463-75-9 （中文（臺灣））.
12. 1 2  . 基隆市: 基隆市政府. 1987年5月 （中文（臺灣））.
13. 1 2  臺灣總督府鐵道部 著；江慶林 譯. . 臺灣省文獻委員會. 1990年6月 （中文（臺灣））.
14. ↑  . 臺北: 臺灣總督府鐵道部. 1910年9月30日，日本國立國會圖書館數位典藏: 頁237  [2020年4月20日]. （原始内容存档于2020年9月18日） （日语）.
15. ↑  記者林宜靜，〈汐止第一公墓旁 殉職紀念碑風化 五堵鐵路史模糊〉，《聯合報》，1998年7月21日（繁體中文）。
16. ↑  . 石坂莊作 編，出版者不詳. 1923年，日本國立國會圖書館數位典藏: 頁42 （日语）.
17. ↑  ，《臺灣日日新報》第327號，1899年6月6日，2版（日語）。
18. ↑  . 中央研究院 （中文（臺灣））.[]
19. 1 2  中華民國交通部. . 臺北市. 1979年12月: 頁205 （中文（臺灣））.
20. 1 2  交通部臺灣鐵路管理局.  (报告). 中華民國（臺灣）國家圖書館 政府統計資訊網: 頁281. 1978年6月  [2022-10-19]. （原始内容存档于2022-10-19） （中文（臺灣））.。
21. ↑  蔡龍保.  二版一刷. 臺北市: 臺灣書房. 2007年7月. ISBN 978-986-6764-00-4 （中文（臺灣））.
22. ↑  〈談合事件內容〉，《臺灣日日新報》第6080號，1917年6月2日，漢文7版（繁體中文）。
23. ↑  ，《臺灣日日新報》第6079號，1917年6月1日，7版（日語）。
24. ↑  ，《臺灣日日新報》第4710號，1913年7月16日，1版（日語）。
25. ↑  〈危險孰甚〉，《臺灣日日新報》第4800號，1913年10月17日，漢文6版（繁體中文）。
26. ↑  ，《臺灣日日新報》第4799號，1913年10月16日，7版（日語）。
27. ↑  記者徐如宜，〈台鐵貨車出軌 五堵單線通車〉，《聯合報》，1994年8月7日，第7版（繁體中文）。
28. ↑  蔡宜儒，〈五堵隧道將登錄為歷史建築〉. . 2003年6月號 （中文（臺灣））.
29. ↑  牟玉珮報導，〈基河單車道 北北基還缺一段〉，《聯合報》，2007年3月14日，C1版（繁體中文）。
30. ↑  . 《自由時報》地方版. 2015年4月28日. （原始内容存档于2020年8月4日） （中文（臺灣））.
31. ↑  新北市政府水利局《新北水漾》. .   [2019-09-29]. （原始内容存档于2020-09-29） （中文（臺灣））.
32. ↑  記者陳珮琦，〈汐止五堵河畔自行車道 延至基隆〉，《聯合報》，2017年2月14日，B2版（繁體中文）。
33. 1 2 3  . 臺北市: 臺北市區地下鐵路工程處. 1999年9月 （中文（臺灣））.